# 锡金铁线莲
锡金铁线莲（学名：Clematis acuminata var. sikkimensis）为毛茛科铁线莲属下的一个变种。

## 扩展阅读
- 維基物種上的相關：锡金铁线莲